# ناگرتدینوو
ناگرتدینوو (انگلیسی: Nagretdinovo) یک شهرک در شهرستان کاراایدلسکی استان باشقیرستان کشور روسیه است.